# Chicago Express (portacontainer)
La Chicago Express è una nave portacontainer battente bandiera tedesca della Hapag-Lloyd Container Line ed è una degli otto bastimenti della classe Colombo Express.

## Caratteristiche
La sua stazza lorda è di 91.020 tsl, la sua stazza netta è di 100.000 tnl e la sua portata lorda è di 103.890 tpl. È lunga 336,19 m, larga 42,80 m e ha un pescaggio è di 12,4 m. La Chicago Express ha una capacità di carico di 8.749 TEU, con prese per 730 container refrigerati.
La Chicago Express è alimentato da un Kawasaki-MAN B&W 12K98ME. Questi motori sono a due tempi e hanno dodici cilindri. Il motore fornisce l'energia necessaria alla propulsione di una singola elica o un'elica di design propulsore a tunnel. Il motore può produrre 68.640 kW (92.050 CV) di potenza.

### Ruolo formativo
La Chicago Express non è solo una nave mercantile, ma anche una nave scuola. Il 5 settembre 2006, otto ufficiali nautici cadetti salirono a bordo della Chicago Express per ricevere una formazione nella vita reale e progredire nel loro futuro nel settore. Nel mese di ottobre la nave ha accolto a bordo anche sette apprendisti meccanici. I cadetti navigarono con la Chicago Express per un anno per soddisfare le loro esigenze di addestramento.

## Storia
La Chicago Express è una nave portacontainer completamente cellulare costruita nel 2006 dalla Hyundai Heavy Industries Co., Ltd., a Ulsan, in Corea del Sud.

### Incidente marittimo a Hong Kong
Nel settembre 2008, la Chicago Express era appena salpata da Hong Kong quando si imbatté in un tifone. La tempesta risultante inizialmente causò un rollio parametrico della nave, in cui il bastimento oscillò da un lato all'altro di 32°. Per diminuire questo effetto, il comandante della nave cercò di cambiare la direzione della nave e abbassare il rollio a 20°. La nave incontrò un'onda improvvisa che ha fatto inclinare la nave a 44° per dieci secondi. Tutti sul ponte furono "catapultati lontano", dice il rapporto, tranne il secondo ufficiale. Un filippino sul ponte soccombé a causa delle ferite riportate durante l'incidente e venne dichiarato morto, mentre il comandante fu trasportato in aereo a Hong Kong per il trattamento delle ferite gravi. Un'indagine su questo evento rilevò che non era presente un numero sufficiente di corrimano sul ponte della nave. Questo incidente e altri simili indussero i progettisti della nave a mettere in discussione alcuni nuovi progetti di navi.

### Carico illegale
La Chicago Express fu coinvolta in uno scandalo marittimo in un porto dell'Hampshire. Secondo quanto riferito, i funzionari trovarono un dolce vietato, che causò la morte di quattro bambini all'inizio dell'anno, in alcuni container della nave. Ciò diede agli ufficiali un motivo probabile per perquisire il resto del carico della nave, nel quale trovarono anche merci importate illegalmente come 20.000 sigarette, pasta di gamberetti, latte condensato e carne secca. Le aziende che tentarono di importare la merce illegale ricevettero un avviso di distruzione della merce, la dogana e le accise gli addebiteranno il servizio.